# Up (film, 1984)
Pour les articles homonymes, voir Up.

Up est un court métrage américain réalisé par Mike Hoover (en) et sorti en 1984.

## Synopsis
Le film raconte l'histoire d'un homme qui remet en liberté un aigle, puis tente de le retrouver à l'état sauvage à l'aide de son deltaplane.

## Fiche technique
- Réalisation : Mike Hoover (en) et Tim Huntley
- Producteur : Mike Hoover
- Durée : 14 minutes

## Distribution
- Ed Cesar : lui-même
- Erick McWayne : le garçon

## Distinctions
- 1985 : Oscar du meilleur court métrage en prises de vues réelles[1]